# السفينة الصامتة (قصيدة)
السفينة الصامتة هي واحدة من أشهر القصائد المحبوبة للشاعر يحيى كمال بياتلي. القصيدة تتحدث في المقام الأول عن الموت، ولكنها تتحدث أيضًا عن مشاعر أولئك الذين يحبون ولكن لا يستطيعون أن يكونوا معًا، وأولئك الذين يفتقدون شخصًا تخلوا عنه، وأولئك الذين يندمون على غياب أحبائهم.

## الترجمة العربية
إذا جاء اليوم أخيرًا لوزن المرساة من الوقتتغادر سفينة من هذا الميناء إلى مناخ غير معروف
وكأنها لا يوجد بها ركاب، تفسح الطريق بصمتلا يتم التلويح باليد أو المنديل أثناء إبحاره بعيدًا
الرحلة هي معاناة لأولئك الذين تركوا على الرصيفعيونهم الدامعة تفحص الأفق الأسود يومًا بعد يوم
قلوب يائسة: لن تكون هذه هي السفينة الأخيرة التي ستذهبولا الحزن النهائي لحياة مليئة بالحزن
في هذه الدنيا ينتظر الحبيب والحبيب عبثا
دون أن يعلم أن الأحباء لن يعودوا مرة أخرى
إن الذين أبحروا بعيدًا سعداء بالتأكيد بإقامتهم لقد مرت سنوات منذ تلك الرحلة، ولكن لن تعود روح واحدة 

## البناء
تتكون القصيدة من ستة أبيات متناغمة في شكل مثنوي. وهو يتبع العروض التقليدي القائم على المقاطع الشعرية في الشعر العثماني المستوحى من العربية.

## الإعداد الموسيقي والتسجيلات
لحَّن صديق يحيى كمال منير نور الدين سلجوق [الإنجليزية] القصيدة. سجَّل مسلم جورسيس [الإنجليزية] حميراء وسرتاب إرينر إصداراتها.

## روابط خارجية
- تسجيل يحيى كمال وهو يقرأ قصيدته (فيديو)